# 沈朝烨
沈朝烨（1571年—1624年），字季彪，号存白。浙江仁和人。明朝政治人物。

## 生平
生平治《诗经》，萬曆三十一年（1603年）癸卯科順天鄉試第一名舉人。萬曆三十二年（1604年）聯捷甲辰进士。曾任四川参政。天启初，升任江西按察使，天啓三年十一月改任广东按察使，不久卒於任上。

## 家族
父沈楠，第四子。